# Сьолвесбори
Сьолвесбори (на шведски: Sölvesborg) е град в Южна Швеция, лен Блекинге. Главен административен център на едноименната община Сьолвесбори. Разположен е на брега на Балтийско море. Намира се на около 420 km на югозапад от столицата Стокхолм. ЖП възел, има пристанище. Получава статут на град през 1445 г. Населението на града е 8401 жители според данни от преброяването през 2010 г.

## Побратимени градове
- Малборк, Полша от 1999 г.
- Волгаст, Германия от 1994 г.